# Décalcomanie

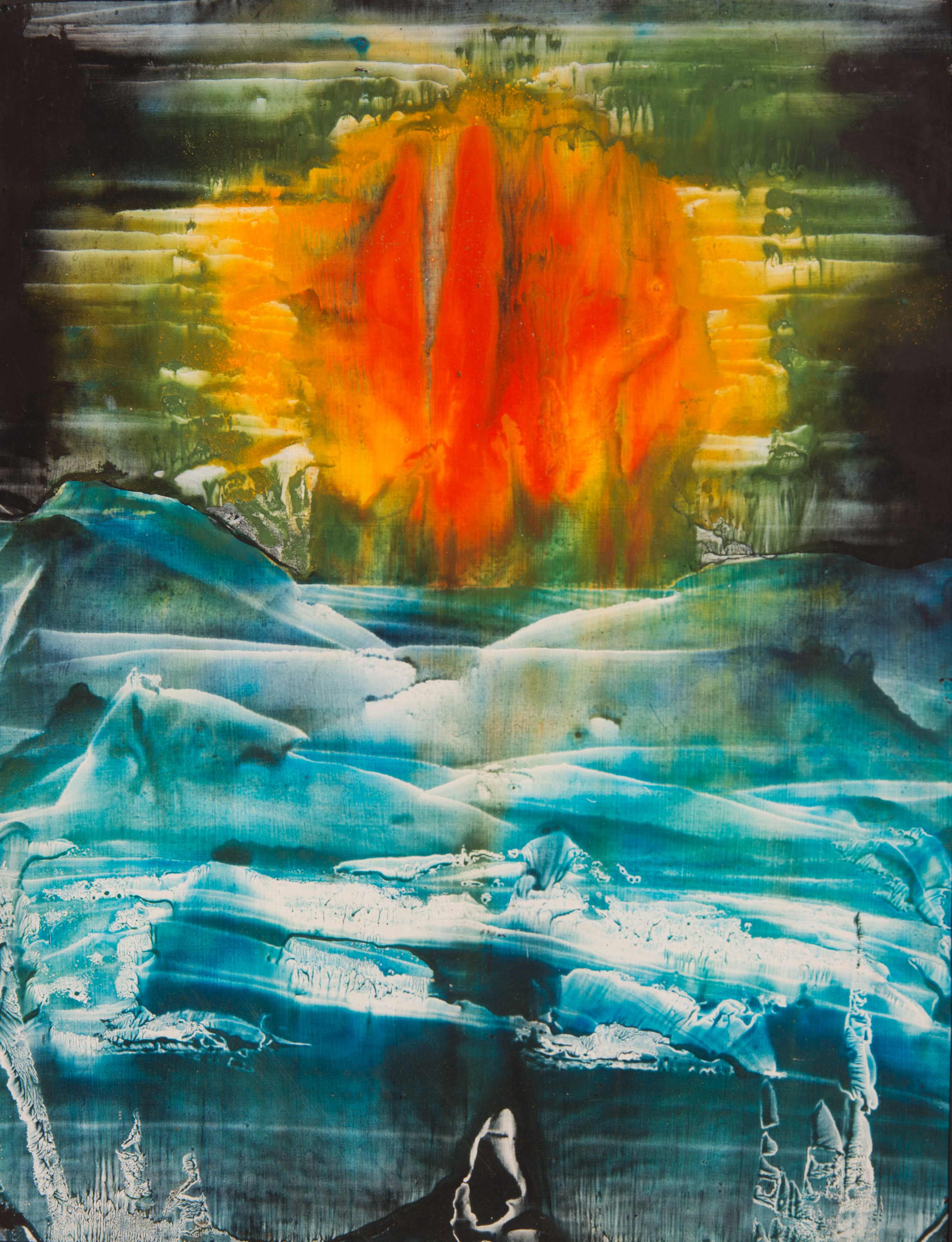
Feuer und Eis – Bildbeispiel erstellt mit der Technik der Décalcomanie

Unter Décalcomanie versteht man die künstlerische Technik des Farbabzuges oder des Farbabklatsches.
Sie ist dem Bereich der Monotypie zuzuordnen, unterscheidet sich aber dadurch, dass sie nicht darauf abzielt, ein Motiv abzubilden, sondern selbständig als Motiv zu fungieren.
Erfunden wurde die Technik um 1750 in England, von wo sie dann ab 1865 in die Vereinigten Staaten exportiert wurde.
Die Technik erlebte durch die Surrealisten einen Aufschwung: 1935 durch Óscar Domínguez und ab 1939 durch Ithell Colquhoun. Max Ernst entwickelte die Technik weiter: Im Unterschied zu Dominguez grenzte er Formen in den amorphen, keine bestimmte Gestalt aufweisenden Zufallsstrukturen ein und übermalte die restliche Fläche. Beispiele sind seine Gemälde Marlene (1940–41) sowie Europa nach dem Regen II (1940–42).
In den 1950er und frühen 1960er Jahren hielt die Technik Einzug in Comics wie Flash Gordon, the Katzenjammer Kids oder Dagwood Bumstead.
Die Yale University erwähnt, dass Décalcomanien die Tendenz haben, Fraktale zu erzeugen. Diese entstehen beim Auseinanderziehen der Trägerschichten durch die eindringende Luft.